# Hardware (serie televisiva)
Hardware è una sitcom britannica trasmessa dal 2003 al 2004 su ITV. È interpretata da Martin Freeman, scritta e creata da Simon Nye, già ideatore della serie televisiva Men Behaving Badly.
Il brano della sigla di apertura della sitcom è A Taste of Honey della band Tijuana Brass di Herb Alpert.

## Trama
Hardware è ambientata nell'"Hamway's Hardware Store" a Londra, dove il protagonista Mike lavora con Steve e Kenny per il proprietario del negozio Rex. I colleghi sono soliti riposarsi in un bar vicino, il "Nice Day Cafe", dove lavora la fidanzata di Mike, Anne, insieme a Julie. La sitcom ruota attorno alle vicende del personale del negozio e al rapporto tra Mike ed Anne, che viene più volte messo alla prova.

## Episodi
| Stagione         | Episodi | Prima TV UK |
| ---------------- | ------- | ----------- |
| Prima stagione   | 6       | 2003        |
| Seconda stagione | 6       | 2004        |

## Guest star
Negli episodi della sitcom compaiono diverse guest star, tra cui l'attore Peter Davison, noto per Doctor Who.

## Edizioni home video
La prima stagione di Hardware è stata inizialmente pubblicata in edizione DVD in Australia. La serie completa è stata pubblicata nel febbraio del 2009 nel Regno Unito da Network DVD.